# الوداع يا بونابرت (فلم)
الوداع يا بونابارت أو وداعاً بونابارت هو فيلم للمخرج المصري يوسف شاهين، ومن إنتاج مصري-فرنسي مشترك في عام 1985. شارك في بطولتهِ ممثلين مصريين وفرنسيين. تدور أحداث الفيلم خلال فترة الحملة الفرنسية على مصر، وهي حول عائلة مصرية لديها ثلاث أبناء أكبرهم يناضل ضد الحملة الفرنسية والثاني يتعرف على أحد جنرالات الجيش الفرنسى مما يسمح لهُ ذلك بتعلم اشياء جديدة.
الفيلم لا يتعرض للحملة الفرنسية لمصر من الناحية العسكرية ولكنهُ يتعرض للآثار الفكرية للحملة، حيث يتكلم الفيلم عن فكرة حوار الحضارات وكيف أن حضارة قديمة مثل الحضارة الفرعونية أثرت في الحضارة الغربية وكيف يمكن للحضارة الغربية والمتمثلة في بلد مثل فرنسا اثراء الحضارة المصرية. فيعطي الفيلم فكرة أن تكون علاقة الحضارات قائمة على الحوار وليس الحرب مثل الحملة الفرنسية، فنابليون بونابارت خسر الحرب ولكن الحضارة المصرية كسبت ثقافة من علماء الحملة الفرنسية.

## قصة الفيلم
حملة نابليون على مصر عام 1798م وثلاثة اخوة تتباين مواقفهم من قوات الاحتلال فينضم أكبرهم إلى المقاومة الشعبية ويتعاون الثاني مع الفرنسيين ويتعلم لغتهم ليحاورهم أما الثالث فيحاول أن يستفيد من العلم المتوفر لديهم لكى ينقله إلى حركة المقاومة.
تقوم قوات نابليون باحتلال مدينة الإسكندرية في عام 1798م، يلجأ الخباز سليم وزوجته وأولاده الثلاثة الشيخ بكر وعلي ويحيى إلى القاهرة هربًا من الحملة. تصل جيوش الحملة الفرنسية إلى القاهرة ويُهزم جيش المماليك، يعمل «علي» مع الفرنسيين ويتعلم لغتهم، ويؤمن بالحوار معهم. أما «بكر» فيؤمن بضرورة العمل في المقاومة والمواجهة بالسلاح، ويضع يده في أيدى المماليك بعد هزيمة المصريين في ثورة القاهرة، يهب أبناء الطبقة العاملة بقيادة علماء الدين ويقودهم «الشيخ حسونة» لمقاومة الحملة وينخرط بكر في حركة المقاومة. بينما تنشأ علاقة صداقة بين يحيى والضابط الفرنسي كافر يللى المهتم بالعلوم، فيتعرف «يحيى» على الأساليب العلمية التي أتت بها الحملة وينقلها إلى حركة المقاومة، تفشل الحملة ويموت كافريللى بعد إصابته في إحدى المعارك، ويعود الفرنسيون إلى بلادهم.

## الفيلم بطولة[1]
- ميشيل بيكولي بدور كافرال
- صلاح ذو الفقار بدور الشيخ حسونة
- محسن محي الدين بدور علي
- باتريس شيرو بدور بونابارت
- جميل راتب
- محسنة توفيق بدور الأم
- هدى سلطان
- عبلة كامل
- توفيق الدقن
- أحمد عبد العزيز
- حسن حسين
- سيف عبد الرحمن
- تحية كاريوكا
- كلود سيرنيه
- حسن العدل
- محمد درديرى
- داليا يونس
- فريد محمود
- صلاح جاهين
- على الشريف

## فريق العمل
إخراج: يوسف شاهين (إخراج) - أحمد قاسم (مساعد مخرج) - يسري نصر الله (مساعد مخرج)
- تأليف: يوسف شاهين (سيناريو) - يسرى نصر الله (مؤلف)
- تاريخ الإصدار: 17 يونيو 1985

## وصلات خارجية
- مقالات تستعمل روابط فنية بلا صلة مع ويكي بيانات